# Sabil-kuttab of Qaytbay
Sabil-kuttab of Qaytbay (arabiska: سبيل وكتاب قايتباي - الخليفة, سبيل وكتاب قائت باي, engelska: Sabīl wa-kuttāb Qāʾit Bāy, Sabīl wa-kuttāb Qāytbāy, franska: Sebîl du sultan Kâïtbâï, Sabil Kaitbay, Madrassat Cheykhoun, Sabîl-kouttâb de Qâïtbâï, engelska: Sabil-Kuttab al-Sultan Qaytbay) är ett monument i Egypten.   Det ligger i guvernementet Kairo, i den norra delen av landet, i huvudstaden Kairo. Sabil-kuttab of Qaytbay ligger 41 meter över havet.
Terrängen runt Sabil-kuttab of Qaytbay är platt. Runt Sabil-kuttab of Qaytbay är det tätbefolkat, med 383 invånare per kvadratkilometer. Närmaste större samhälle är Kairo, 3,6 km norr om Sabil-kuttab of Qaytbay. Trakten runt Sabil-kuttab of Qaytbay är ofruktbar med lite eller ingen växtlighet.